# Wielka Synagoga w Stawiskach
Wielka Synagoga w Stawiskach – zbudowana w 1739 w południowo-zachodniej części miasta. Murowany, dwukondygnacyjny budynek synagogi wzniesiono na planie prostokąta z małymi dobudówkami. Ściany zewnętrzne gładkie z gzymsem kordonowym na wysokości parapetów okien sali modlitw. Na piętrze znajdowały się półokrągło zakończone okna po trzy w ścianach bocznych, dwa w ścianie wschodniej. W ścianie zachodniej znajdowało się pięć takich okien nad sienią  doświetlających babiniec. Nad wejściem głównym znajdował się trójkątny fronton. Budynek przekryto dachem mansardowym kryty dachówką.
Sala główna zbliżona do kwadratu, dziewięciopolowa o równych polach. Wewnątrz cztery kwadratowe słupy, połączone ze sobą i przyściennymi pilastrami arkadami o podwyższonych u nasady pełnych łukach. Pola pomiędzy arkadami przekrywał płaski drewniany strop kasetonowy. Pole środkowe, nad ośmioboczną bimą otoczoną balustradą z toczonych tralek posiadało sklepienie żaglaste. W głównej sali modlitewnej znajdował się bogato rzeźbiony Aron ha-kodesz.
Aron ha-kodesz umieszczony na ścianie wschodniej wypełniał całą ścianę między pilastrami. Wykonany z drewna, polichromowany, trzykondygnacyjny z nadstawą. Strukturę architektoniczną tworzyły bliźniacze kolumienki w dolnej kondygnacji, a na wyższych pojedyncze. Nad szafą na rodały Tablice Przykazań. 
Podczas drugiej wojny światowej, w 1942 hitlerowcy doszczętnie zniszczyli synagogę. Po wojnie na miejscu synagogi zbudowano budynek remizy strażackiej oraz gminny ośrodek kultury.